# Бондарев, Эдуард Антонович
Эдуа́рд Анто́нович Бо́ндарев (1936—2019) — советский и российский учёный в области нефте- и газопереработки, заслуженный деятель науки Российской Федерации (2007).

## Биография
Родился 14 июля 1936 года в Мозыре Белорусской ССР.
Окончил Московский нефтяной институт (1959) по специальности горный инженер по добыче и транспорту нефти и газа. В 1959—1965 гг. младший научный сотрудник Института механики Академии наук СССР.
В 1965 году перешёл в Московский институт нефтехимической и газовой промышленности им. И. М. Губкина на должность старшего научного сотрудника, в следующем году защитил диссертацию на степень кандидата технических наук (тема «Некоторые вопросы гидродинамической дисперсии в пористых средах с учетом явления адсорбции»).
С 1970 года заведующий лабораторией, заместитель директора Института физико-технических проблем Севера СО РАН, г. Якутск. В 1981 году защитил докторскую диссертацию по специальности механика жидкости и газа на учёном совете Института теплофизики СО РАН, Новосибирск:
- Термогидродинамика образования гидратов в системах добычи и транспорта газа : диссертация … доктора технических наук : 01.02.05. — Якутск, 1979. — 264 с.[2]

Профессор (1986).
Предложил новые решения задач теплового и механического взаимодействия скважин и трубопроводов с мёрзлыми горными породами, основанные на оценке тепловых процессов конвективного переноса и теплопроводности с фазовыми переходами, а также новую формулировку задачи Стефана с учётом неупругой деформации мёрзлых пород.
В 1999 г. перешёл во вновь созданный Институт проблем нефти и газа СО РАН, заместитель директора по научной работе, последняя должность — главный научный сотрудник лаборатории техногенных газовых гидратов.
С 1971 г. доцент, профессор Якутского государственного университета, читал лекции по прикладной гидродинамике.
Умер 9 мая 2019 года.

## Сочинения
- Прикладная гидродинамика : учеб. пособие для студентов специальности 0104000 «Физика» вузов региона / Э. А. Бондарев, О. Г. Андрианова ; М-во образования и науки Рос. Федерации, Якут. гос. ун-т им. М. К. Аммосова. — Якутск : Изд-во СО РАН, 2004. — 112 с. : ил.; 20 см; ISBN 5-463-00085-9 (в обл.)
- Методы идентификации математических моделей гидравлики [Текст] : [монография] / Э. А. Бондарев А. Ф. Воеводин, В. С. Никифоровская ; М-во образования и науки Российской Федерации, Северо-Восточный федеральный ун-т им. М. К. Аммосова. — Якутск : Изд. дом Северо-Восточного федерального ун-та им. М. К. Аммосова, 2014. — 187 с. : ил., табл., цв. ил.; 20 см; ISBN 978-5-7513-1989-2 : 200 экз.
- Решение задач трубной гидравлики в системах добычи и транспорта природного газа [Текст] / Э. А. Бондарев, А. Ф. Воеводин; ответственный редактор доктор физико-математических наук Л. Б. Чубаров ; Российская академия наук, Сибирское отделение, Институт проблем нефти и газа. — Новосибирск : Изд-во Сибирское отд-е Российской академии наук, 2017. — 208 с. : ил., табл., цв. ил.; 21 см; ISBN 978-5-7692-1540-7 :
- Температурный режим нефтяных и газовых скважин [Текст] / Э. А. Бондарев, Б. А. Красовицкий ; Отв. ред. канд. физ.-мат. наук И. М. Кутасов ; АН СССР. Сиб. отд-ние. Якут. филиал. Ин-т физ.-техн. проблем Севера. — Новосибирск : Наука. Сиб. отд-ние, 1974. — 87 с. : граф.; 20 см.
- Термогидродинамика систем добычи и транспорта газа [Текст] / [Э. А. Бондарев, В. И. Васильев, А. Ф. Воеводин и др.]; отв. ред. В. И. Марон ; АН СССР, Сибирское отд-ние, Якутский фил., Ин-т физ.-техн. пробл. Севера. — Новосибирск : Наука. Сибирское отд-ние, 1988. — 270, [1] с. : ил.; 21 см; ISBN 5-02-028597-8 (в пер.)
- Механика образования гидратов в газовых потоках [Текст] / [Э. А. Бондарев, Г. Д. Бабе, А. Г. Гройсман, М. А. Каниболотский] ; Отв. ред. канд. техн. наук Б. А. Красовицкий ; АН СССР, Сиб. отд-ние, Якут. филиал, Ин-т физ.-техн. проблем Севера. — Новосибирск : Наука. Сиб. отд-ние, 1976. — 158 с. : ил.; 21 см.

## Звания
Заслуженный деятель науки Якутской АССР (1986), Заслуженный деятель науки РФ (2007).